# Южна Холандия
Южна Холандия (на нидерландски: Zuid-Holland) е провинция в западна Нидерландия между Северно море и в Делтата на Рейн-Маас-Схелде. Тя е най-гъсто населена и най-индустриализирана от нидерландските провинции. На югозапад граничи със Зеландия, на югоизток със Северен Брабант, на изток с Гелдерланд, на североизток с Утрехт и на север с Северна Холандия. Площта на провинцията е 3397 км², от които 600 км² са водна площ.
В провинцията се намират някои от най-големите градове в страната, като Хага и Ротердам и някои културни и исторически градове – Дордрехт, Лайден, Делфт, Гауда. Хага е административен център на страната и седалище на международния съд, а Ротердам е един от най-големите пристанищни градове в света. В Южна Холандия има и няколко по-нови градове като Зутермер, който е развит през 70-те.